# Scopula moinieri
Scopula moinieri là một loài bướm đêm trong họ Geometridae.